# Radomyśl nad Sanem
Radomyśl nad Sanem is een dorp in de Poolse woiwodschap Subkarpaten. De plaats maakt deel uit van de gemeente Radomyśl nad Sanem en telt 893 inwoners.